# Naissance en 939
Naissance
- 935
- 936
- 937
- 938
- 939
- 940
- 941
- 942
- 943

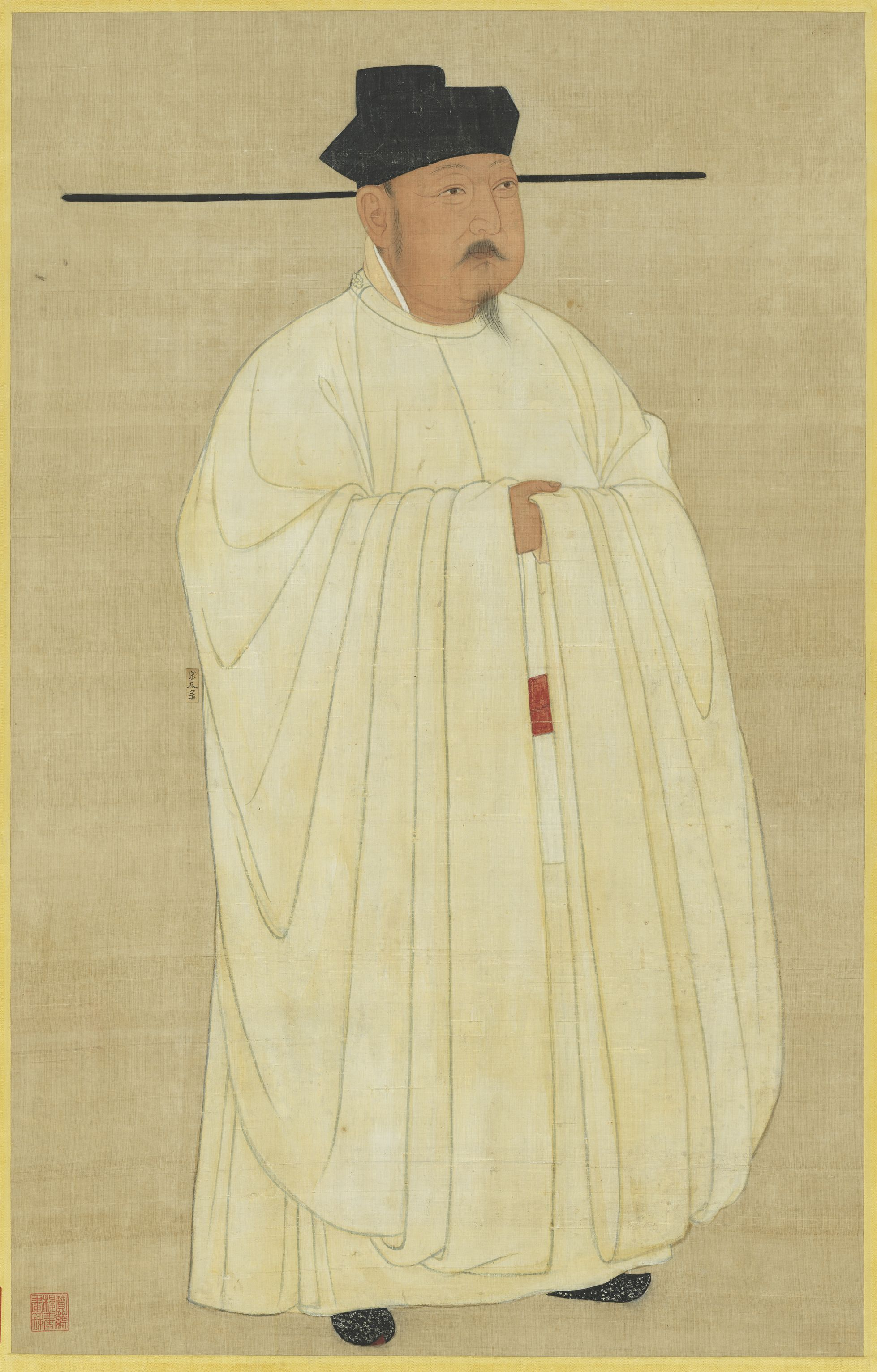
Song Taizong, né en 939.

Cette page dresse une liste de personnalités nées au cours de  l'année 939 :
- 20 novembre : Song Taizong, 2e empereur de la dynastie Song.

- Haï Gaon, considéré comme le dernier grand Gaon (directeur d'académie talmudique) de Poumbedita.
- Krishna III (en), dernier grand combattant et souverain de la dynastie Rashtrakuta.
- Romain II, empereur byzantin.

date incertaine (vers 939)
- Fujiwara no Takamitsu, poète de waka du milieu de l'époque de Heian et noble japonais.

## Crédit d'auteurs
- Cet article est partiellement ou en totalité issu de l'article intitulé « 939 » (voir la liste des auteurs).